# Electrogena gridellii
Electrogena gridellii is een haft uit de familie Heptageniidae. De wetenschappelijke naam van de soort is voor het eerst geldig gepubliceerd in 1953 door Grandi.
De soort komt voor in het Palearctisch gebied.